# AT-11 스나이퍼

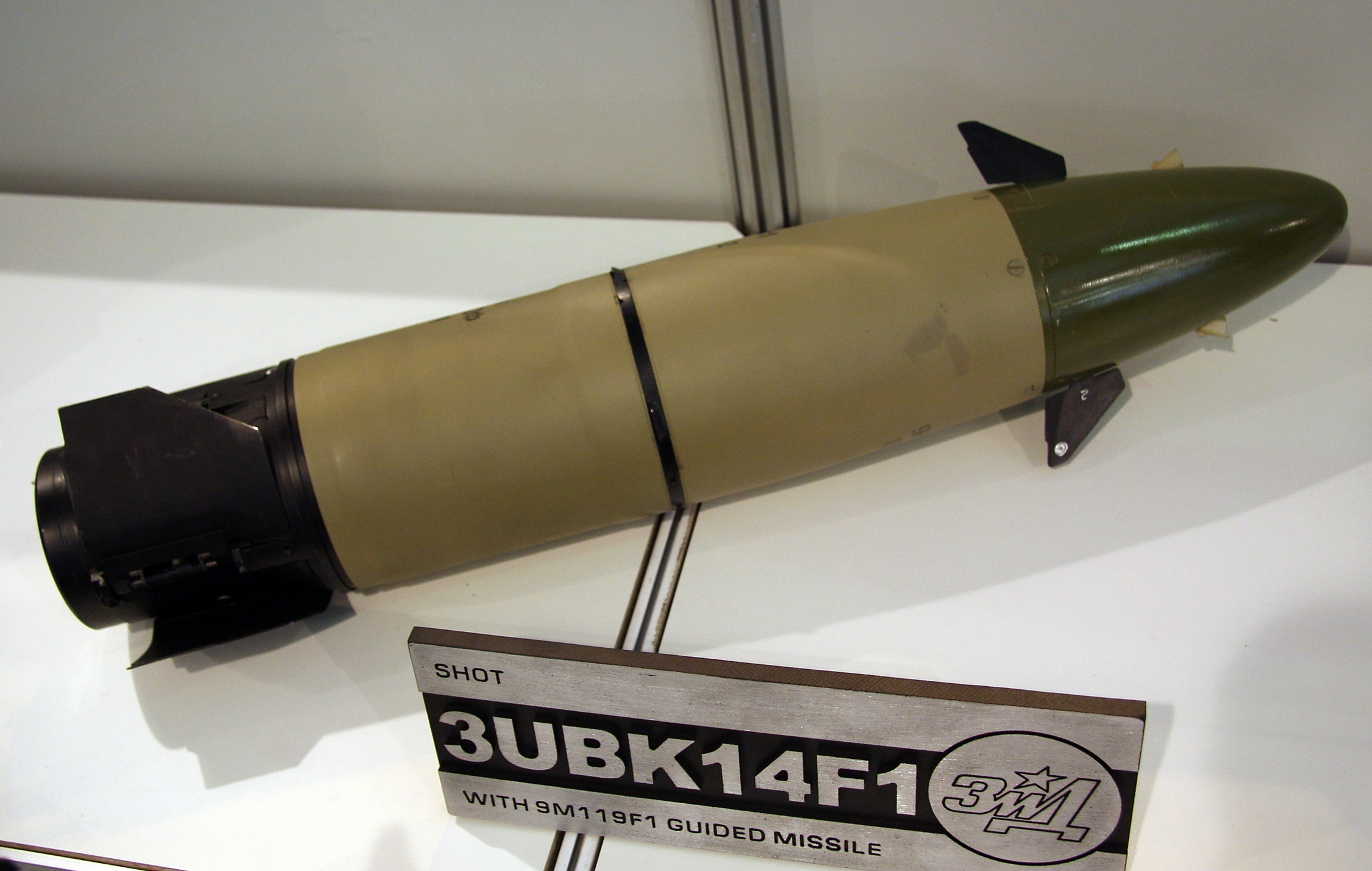

AT-11 스나이퍼는 소련이 1985년에 개발하여 테스트하고 도입한 대전차 미사일이다. 한국이 수입한 T-80U 전차의 125 mm 주포에서 발사된다. 레이저 유도, 무게 28 kg, 사거리 5 km, 탄두중량 4.5 kg, 관통능력 950 mm이다.

## 같이 보기
- LAHAT - 이스라엘산. 105 mm 주포에서 발사한다. 레이저 유도, 무게 13 kg, 사거리 8 km, 탄두중량 4.5 kg, 관통능력 950 mm